# Louis Paul Sevaistre
Pour les articles homonymes, voir Sevaistre.
Louis Paul Sevaistre est un fabricant de draps et homme politique français né le 20 novembre 1802 à Elbeuf (Seine-Maritime) et mort le 6 mai 1885 à La Chapelle-Gauthier (Eure).

## Éléments biographiques
Louis Paul Alphonse Sevaistre (appelé indifféremment Louis Paul ou Paul) naît à Elbeuf (à l’époque département de la Seine-Inférieure) le 29 brumaire an XI (20 novembre 1802), 3e enfant de Louis Jean-Baptiste Mathieu Sevaistre (1772-1835), fabricant de draps, et de Marie Henriette Julie Bourdon (1781-1816). Il est le frère cadet de Pierre Henri Sevaistre qui fut député sous Louis-Philippe et brièvement maire d’Elbeuf en 1848 et de François Mathieu Sevaistre, maire du Bec-Thomas (Eure) et colonel de la garde nationale d’Elbeuf en 1848-1851 (dont la rue « Sevaistre aîné » à Elbeuf conserve le souvenir).
Demeurant chez son père, rue Saint-Étienne, à Elbeuf, il y épouse le 17 janvier 1829 Désirée Henriette Delacroix (Elbeuf, 8 mai 1806-Paris, 1879). Le couple a trois enfants, nés entre 1830 et 1837.
Filateur et fabricant de draps à Elbeuf, il habite rue de la Barrière. Selon les listes électorales censitaires de 1846-1848, il paye alors un impôt de 844,71 frs puis 860,19 frs.
Élu le 9 juillet 1840 membre à la Chambre consultative des arts et manufactures d’Elbeuf, puis réélu de juillet 1843 à août 1846, il s’y montre un ardent défenseur du protectionnisme douanier, notamment en faisant partie de la délégation qui va protester à Paris contre le projet de traité de commerce avec la Belgique en 1842. Il interroge aussi à ce sujet le ministre Cunin-Gridaine de passage à Elbeuf en 1843. Il est enfin chargé de rédiger une adresse au ministre à propos d’un autre projet de traité avec le Royaume-Uni en 1843. Dans une publication, il s’oppose vivement, en 1859, à la transformation de la Chambre consultative (dont il ne fait alors plus partie) en Chambre de commerce, car il craint que l’arrivée de négociants (qui y sont admis depuis 1852) pousse cette institution à pencher en faveur du libre-échange. Deux rapports émanant de la Société industrielle d’Elbeuf, l’un rédigé par le manufacturier Isidore Lecerf, l’autre par le commissionnaire en laine Philippe Aubé, répondent que dans les villes textiles (Rouen, Lille…) le commerce reste solidaire de l’industrie et que les Chambres de commerce y demeurent très attachées aux prohibitions. La Chambre consultative d’Elbeuf cédera finalement la place à une Chambre de commerce créée par décret du 5 juin 1861.
Par ailleurs, après avoir été juge remplaçant (ordonnance royale du 8 septembre 1839) au Tribunal de commerce, puis juge (ordonnance du 31 août 1840) jusqu’en 1842, il en est nommé président (nomination du 21 octobre 1844 et ordonnance royale du 31 juillet 1846). Après avoir songé à abandonner cette fonction en mars 1848, il retire finalement sa démission.
Il est aussi élu chef de bataillon de la garde nationale de la ville, le 10 novembre 1840, réélu à ce poste en 1842 et, à ce titre, participe énergiquement à la lutte contre les troubles qui éclatent à Elbeuf en 1846 et 1848.
Par la suite, il se retire des affaires. En juillet 1870, lors du mariage à Rouen de sa petite-fille Marie-Juliette Baudry, il est témoin et se dit propriétaire, demeurant à La Chapelle-Gauthier (Eure) et pareillement en juin 1876, lors du mariage, également à Rouen, d’une autre petite-fille, Henriette Marguerite Legentil.

## Du Conseil municipal à l’Assemblée nationale
Élu conseiller municipal d’Elbeuf dès juin 1840, il y fait montre d’un tempérament fougueux, voire rigide, n’hésitant pas à blâmer ouvertement le maire Mathieu Bourdon en 1842, à propos de la question des chemins de fer qui divise le Conseil municipal, et à s’opposer à plusieurs reprises à une grande personnalité locale, Victor Grandin. Il se montre également très actif durant les années socialement très agitées de 1846-1848. Il fait aussi partie des personnalités qui accueillent Louis-Napoléon Bonaparte, président de la République, de passage à Elbeuf  en août 1849. On signalera enfin qu’il eut un grave différend avec la Ville à propos de terrains lui appartenant, sur lequel fut aménagé le Champ de foire, et perdit en 1842 un procès qu’il avait intenté contre elle devant le tribunal civil de Rouen.
Sans avoir jamais détenu de grand mandat municipal (plus tard, il deviendra seulement maire de La Chapelle-Gauthier, où il avait sa résidence), Paul Sevaistre parvient cependant à obtenir des fonctions parlementaires. Sa famille possédant également à Bernay, au moins depuis 1816, l’ancien moulin de l’abbaye, rue de Charentonne, et ayant été autorisée à y établir une filature par une ordonnance royale de 1819, il réussit par ce moyen à se faire élire député de l'Eure durant la Deuxième République.
Il est donc représentant du peuple :
- à  l’Assemblée nationale constituante du 23 avril 1848 au 26 mai 1849 (représentant de l’Eure), groupe : Centre.
- à l’Assemblée nationale législative du 13 mai 1849 au 2 décembre 1851(représentant de l’Eure), groupe : Droite.

Le 23 avril 1848, il est élu « représentant du peuple » à l'Assemblée constituante, le 8e sur les 11 sièges attribués au département de l'Eure, en obtenant 52 773 voix sur 99 709 votants.
Il siège d’abord au centre, fait partie du Comité du travail et attaque notamment le projet relatif aux ateliers nationaux, qu’il qualifie de « colossale gueuserie » ; « nous connaîtrons bientôt, dit-il, l'égalité du malheur et de la misère ». Ces ateliers contribuent selon lui à détourner les ouvriers des emplois offerts ailleurs. Il combat aussi le décret du 2 mars sur la diminution des horaires journaliers et le droit au travail. Lors d’un discours à la tribune de l’Assemblée, il se présente comme un « chef d’industrie depuis vingt-cinq ans, ayant vécu au milieu des ouvriers qui ont été et qui seront toujours mes amis et mes frères », mais il s’oppose à une augmentation des salaires et combat le concept d’association générale des travailleurs ainsi que les idées socialistes. En août, il demande aussi que toutes les « coalitions » soient interdites et punissables, quelle qu’en soit la cause, car elles occasionnent de graves préjudices et portent atteinte « à l’industrie nationale, à l’intérêt du maître, aux intérêts de l’ouvrier ». Sa demande est repoussée par l’Assemblée.
Il vote toujours avec la droite : 
- pour le bannissement de la famille d'Orléans, 
- pour la loi contre les attroupements et l'interdiction des clubs (il attaque violemment ces lieux de réunions et présente lui-même la proposition de loi),
- pour les poursuites contre Louis Blanc et Marc Caussidière,
- pour le renvoi des accusés de la manifestation du 15 mai 1848 devant la Haute Cour,
- contre l'amnistie des transportés (c’est-à-dire des prisonniers politiques déportés à la suite des émeutes de juin 1848), 
- contre la proposition de Pierre Joseph Proudhon, le 31 juillet 1848, visant à établir un « impôt du tiers » sur les revenus des propriétés.
- contre l'abolition de la peine de mort, 
- pour l'amendement Grévy visant à supprimer la fonction de président de la République (il  propose quant à lui, au moment de la discussion de l'article 43 de la Constitution, que le président soit désigné par l’Assemblée parmi une liste de candidats élus au suffrage universel),
- pour l'ordre du jour en faveur du gouvernement du général Cavaignac, 
- pour l'ordre du jour du général Oudinot, 
- pour le blâme de la dépêche du ministre de l’Intérieur Léon Faucher préconisant de resserrer « l’union des bons citoyens », qui fut dénoncée par l’extrême gauche comme une intervention coupable dans le processus électoral,
- contre l'impôt progressif, contre la suppression de l'impôt du sel et l'abolition de l'impôt des boissons. (Le 18 juillet 1848, il dépose une pétition des limonadiers et débitants de Bernay, « relative au droit d’exercice et de perception sur les boissons »).
- pour la proposition de Jean-Pierre Rateau demandant la dissolution de l’Assemblée constituante. 
Bien que s’étant montré très hostile au gouvernement provisoire et à la commission exécutive et bien qu’il ait voté constamment avec la partie la moins républicaine de l’Assemblée (ou peut-être grâce à cela), il est réélu, le 13 mai 1849, représentant de l'Eure à l'Assemblée législative, le 2e sur 9 sièges, par 56 468 voix sur 93 065 votants et 125 952 inscrits. Il reprend sa place dans la majorité, à droite, avec laquelle il vote pour l'expédition de Rome, pour la loi Falloux-Parieu sur l'enseignement, pour la loi du 31 mai 1850 restreignant le suffrage universel masculin en imposant une condition de résidence antérieure dans la commune ou le canton de trois années au moins. 
Bien que député de l’Eure, il n’en continue pas moins à défendre les intérêts de sa ville natale et de son industrie textile. Ainsi, dès qu’il a connaissance (en août 1849) d’un projet de loi gouvernemental « tendant à faire constater les conventions entre patrons et ouvriers en matière de tissage et de bobinage, afin de faire cesser les abus et les fraudes », il en informe immédiatement la Chambre consultative. Celle-ci rédige aussitôt un rapport à ce sujet, qu’il transmet lui-même à la commission de l’Assemblée législative chargée de ce texte. À la tribune, il attaque vivement ce texte, mais son contre-projet est rejeté à une grande majorité.
Néanmoins, un amendement du député de la circonscription d’Elbeuf, Mathieu Bourdon et de Noël Lefebvre-Duruflé (autre manufacturier elbeuvien, élu aussi de l’Eure) permet de réintroduire dans le texte de loi final la possibilité de procéder selon les pratiques en vigueur à Elbeuf (prix déterminé en fonction de la longueur de trame introduite par mètre de tissu – afin que le tissage soit très serré – et non en fonction du mètre de tissu fabriqué).
On le retrouve aussi demandant de concert avec Mathieu Bourdon, en vain, qu’une concurrence libre remplace le système « de concurrence restreinte » en vigueur pour l’adjudication des commandes de draps militaires.
Hostile à la politique personnelle de Louis Napoléon Bonaparte, Paul Sevaistre  rentre dans la vie privée après le coup d'État de décembre 1851 et ne fait plus parler de lui.
 Mais curieusement, aux élections législatives du 20 février 1876, il accepte  – en dépit de son âge –  la candidature qui lui est offerte dans l'arrondissement de Bernay : « Je consacrerai, dit-il dans sa profession de foi, le peu de forces qui me restent à faire triompher dans la politique du gouvernement un système qui, par sa modération et à l'aide de lois sagement progressives, tendrait à rallier à la République tous ses adversaires. » Qualifié de candidat républicain, il  échoue cependant avec 3 763 voix contre  9 939 à Eugène Janvier de la Motte (conseiller général, ancien préfet de l’Eure, bonapartiste) et renonce dès lors définitivement à la vie politique.
Rentier, domicilié au « village de l’église », veuf de Désirée Henriette Delacroix décédée à Paris le 30 décembre 1879, il meurt à La Chapelle-Gauthier (Eure) le 6 mai 1885, âgé de 82 ans. Son décès fut annoncé dans la presse parisienne et nationale.

## Publications de Louis Paul (ou Paul ) Sevaistre
- M. Paul Sevaistre représentant du peuple (Eure), F. Maconnais, M. Pougeard, représentant du peuple (Charente), J.-B. Vaucher (…), [1848], Paris, Impr. de Mme de Lacombe, [1848], 8 p. (FRBNF39353651)
- Quelques mots de bon sens sur la question du travail, Paris, Paul Dupont, 1848, 8 p. (BnF, 8-LB54-2035).
- Assemblée nationale. Proposition relative à l'interdiction des clubs, présentée le 8 juin 1848, par le citoyen Paul Sevaistre,..., Paris, Impr. de l’Assemblée nationale, 1849, 1 p. (FRBNF36244621).
- Interpellations de MM. Paul Sevaistre et Léo Dupré,... à M. le Ministre de la Guerre, relativement à deux adjudications passées le 12 décembre 1850, séance du 24 décembre 1850, Paris, Impr. Panckoucke, 1850, 28 p. (FRBNF31357698et FRBNF36369420).
- Discussion sur la prise en considération de la proposition de MM. de Laboulie et P. Sevaistre,... relative aux dispositions législatives à ajouter au code de commerce pour accélérer la marche des faillites et assurer le paiement des dividendes revenant aux créanciers, séance du 14 janvier 1851 [Discours de MM. Sevaistre, Loyer, Laboulie, Paris, Impr. Panckoucke, s.d., 23 p. (Extrait du Moniteur universel, 15 janvier 1851 (FRBNF31357699).
- Discussion sur la prise en considération de la proposition de MM. de Laboulie et P. Sevaistre,... relative aux dispositions législatives à ajouter au Code de commerce pour accélérer la marche des faillites et assurer le payement des dividendes revenant aux créanciers, séance du 14 janvier 1851, Paris, Impr. Panckoucke, s. d., pièce [On y a joint une lettre d'envoi de M. P. Sevaistre, datée du 30 janvier 1851], (FRBNF36369426).
- Observations présentées à la Société Industrielle d’Elbeuf contre la conversion de la Chambre Consultative en Chambre de Commerce, Rouen, Impr. Rivoire et Cie, 1859, 12 p. (Texte repris dans le premier Bulletin des travaux de la Société Industrielle d’Elbeuf, 1859, p. 23-32).

## Sources
- Francis Concato et Pierre Largesse, La Chambre et la Fabrique. Histoire de la Chambre de commerce d’Elbeuf de 1861 à 1914, Elbeuf, C.C.I., 2001.
- Alain Becchia, La draperie d’Elbeuf (des origines à 1870), Mont-Saint-Aignan, Publications de l’Université de Rouen, 2000.
- Manuela Maunoury, « Étude de généalogie sociale : les familles Petou, Bourdon et Sevaistre à Elbeuf-sur-Seine de la fin du XVIIIe siècle au milieu du XIXe siècle », mémoire de maîtrise d’Histoire sous la dir. d’A. Becchia, Université de Rouen, 1996, 195 p.
- Francis Concato et Pierre Largesse, Éléments pour une histoire de la Chambre consultative des arts et Manufactures d’Elbeuf, 1801-1861, Elbeuf, C.C.I., 1992.
- Henri Saint-Denis, Histoire d’Elbeuf, Elbeuf, Impr. H. Saint-Denis, 1902-1905, t. IX : 1830-1846, t. X : 1846-1865 et t. XII : 1880-1904.
- « Louis Paul Sevaistre », dans Adolphe Robert et Gaston Cougny, Dictionnaire des parlementaires français, Edgar Bourloton, 1889-1891 [détail de l’édition]
- « Par deux journalistes », Biographie des 750 représentants à l’Assemblée législative, élus le 13 mai 1849, Paris, Librairie Pagnerre, 1849.
- Félix Wouters, Histoire parlementaire de l’Assemblée nationale précédée du récit de la révolution de Paris, Bruxelles, Association des ouvriers typographes, t. 3, 1848.
- Conseil municipal d'Elbeuf. Séance du 3 août 1840. Observations de la commission du chemin de fer en réponse aux opinions publiées par MM. Lefort-Henry et Paul Sevaistre, Elbeuf, Impr. A. Fournier, 1840, 23 p., plan (FRBNF33322815).